# Klinikum Friedrichshafen

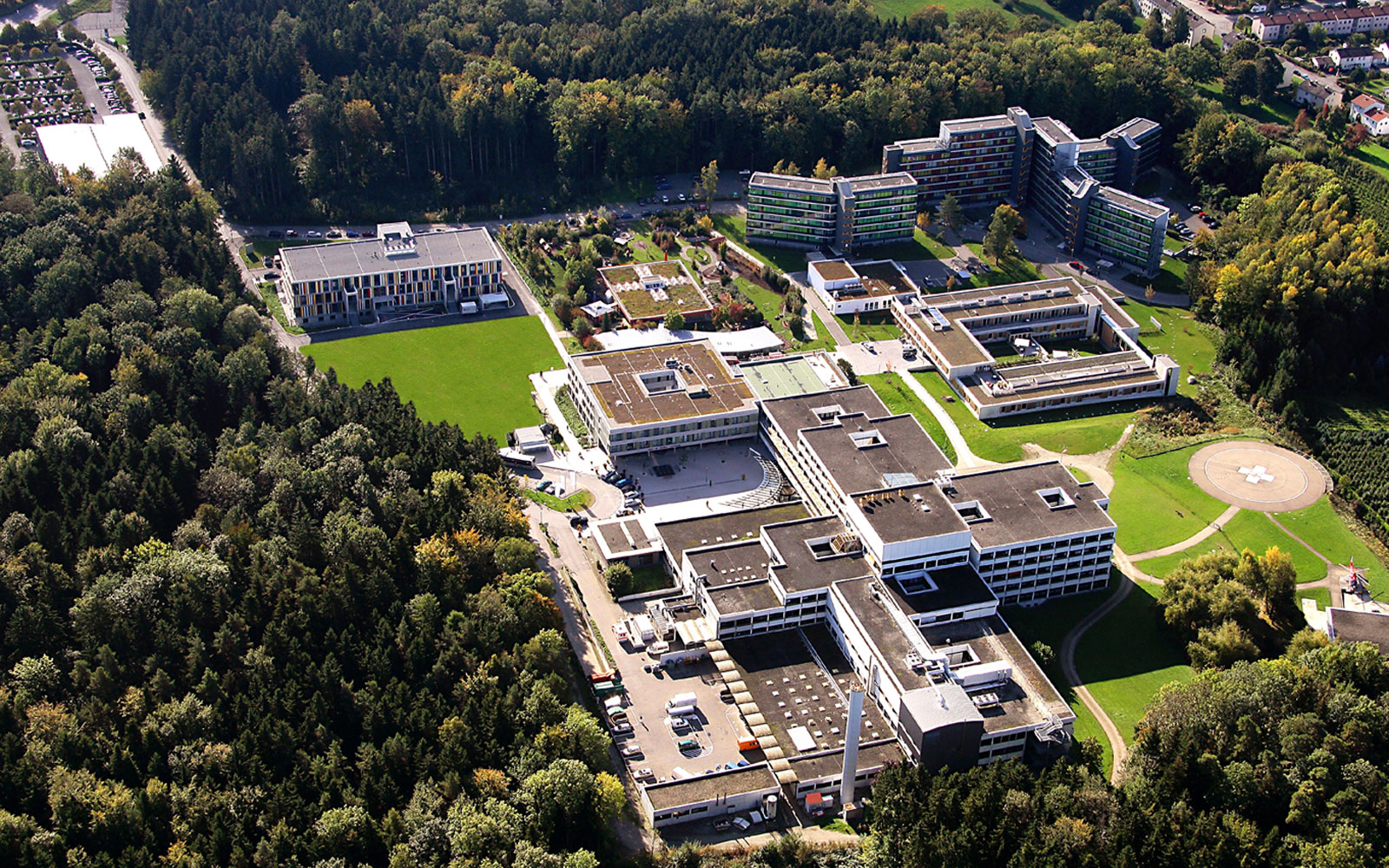
Luftbild Klinikum Friedrichshafen

Das Klinikum Friedrichshafen ist ein Krankenhaus im baden-württembergischen Friedrichshafen am Bodensee.

## Daten und Fakten
Erstmals wurde in Friedrichshafen 1427 das „Spital zum Heiligen Geist von Buchhorn“ erwähnt.
1892 wurde das „Karl-Olga-Krankenhaus“ in der Ailinger Straße eingeweiht. 1971 begannen die Bauarbeiten für eine moderne Klinik mit 460 Betten und Juni 1975 wurde das „Städtische Krankenhaus Friedrichshafen“ eröffnet. Im Jahr 2005 wurde aus dem Städtischen Krankenhaus im Westen der Stadt die Klinikum Friedrichshafen GmbH. Geschäftsführer ist Franz Klöckner (seit 2021).
Auf dem Krankenhaus-Gelände oberhalb von Friedrichshafen-Fischbach wurde der Medizin Campus Bodensee begründet. Viele weitere Gesundheitsversorger sind hier seit rund zehn Jahren vertreten.
Zum Medizin Campus Bodensee gehört seit 2015 auch die Klinik Tettnang GmbH. Beide Krankenhäuser mit ihren Medizinischen Versorgungszentren bilden den kommunalen Klinikverbund Medizin Campus Bodensee (MCB). Zwischen 2013 und 2020 gehörte auch das Krankenhaus 14 Nothelfer in Weingarten zum MCB, welches aber 2020 dauerhaft geschlossen wurde.
Das Klinikum Friedrichshafen ist ein akademisches Lehrkrankenhaus der Eberhard Karls Universität Tübingen.
Der MCB arbeitet seit Jahren hochdefizitär. 2022 und 2023 erzielte er Verluste in zweistelliger Millionenhöhe, die die Stadt Friedrichshafen als Träger ausgleichen muss.

## Unregelmäßigkeiten
Ende 2023 berichtete der Südkurier erstmals über ernsthafte Vorwürfe gegen das Klinikum. Intensivpatienten seien regelhaft durch unerfahrene Assistenzärzte betreut worden, es habe deshalb auch Todesfälle gegeben. Eine erfahrene Oberärztin, die die Missstände an den Vorstand gemeldet hatte, sei zum Schweigen verpflichtet und versetzt worden. Nach ihrer fristlosen Kündigung verübte sie Suizid. Anfang 2024 nahm die Staatsanwaltschaft Ravensbrück Ermittlungen gegen fünf Ärzte des Klinikums auf. Der für die kardiologische Intensivstation verantwortliche Chefarzt wurde darauf vom Klinikum zunächst unter vollen Bezügen freigestellt, dann entlassen. Ihm wird außerdem vorgeworfen, Patienten intransparent in eine klinische Studie eingebracht zu haben, bei der sehr teure Herzeingriffe durchgeführt und abgerechnet worden seien. Von der Schwester der verstorbenen Oberärztin wurde gegen den ehemaligen Vorgesetzten am Klinikum Friedrichshafen Strafanzeige wegen Körperverletzung, Nötigung, Verleumdung und übler Nachrede erstattet.

## Fachabteilungen
Folgende Kliniken und Sektionen gibt es im MCB:
- Akut- und Notfallmedizin Friedrichshafen
- Allgemein- und Viszeralchirurgie Friedrichshafen-Tettnang, mit der Sektion Adipositaschirurgie
- Anästhesiologie, Intensiv-, Notfallmedizin und Schmerztherapie Friedrichshafen-Tettnang
- Allgemeine Innere Medizin, Gastroenterologie, Onkologie und Palliativmedizin Friedrichshafen/Tettnang
- Gefäßchirurgie und Gefäßmedizin
- Gynäkologie und Geburtshilfe, mit Brustzentrum Bodensee
- Kardiologie, Angiologie, Pneumologie und internistische Intensivmedizin, mit den Sektion Elektrophysiologie sowie Sektion Interventionelle Kardiologie und strukturelle Herzerkrankungen
- Klinik für Kinder und Jugendliche mit der Sektion Pädiatrische Psychosomatik
- Plastische und Ästhetische Chirurgie, Handchirurgie
- Neurologie, mit Sektion Geriatrie
- Diagnostische und Interventionelle Radiologie
- Unfallchirurgie, Orthopädische Chirurgie und Endoprothetik Friedrichshafen/Tettnang
- Urologie, Kinderurologie und onkologische Urologie
- Klinik für Gynäkologie und Geburtshilfe Tettnang, mit zertifiziertem Kontinenz- und Beckenbodenzentrum
- Klinik für HNO-Erkrankungen Tettnang

Darüber hinaus gibt es mehrere von den Fachgesellschaften zertifizierte Organ- und Kompetenzzentren.

## Rettungshubschrauber

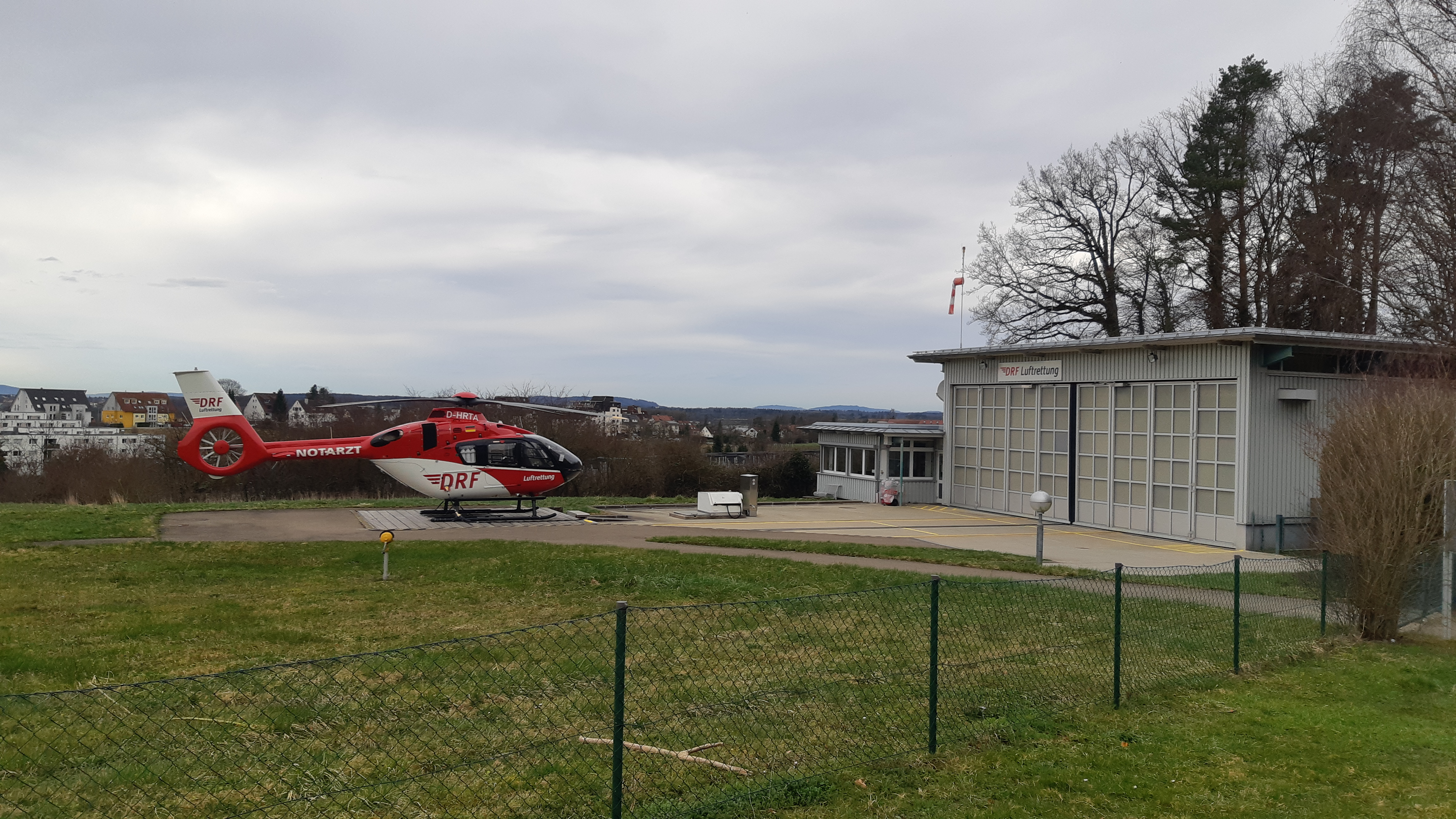
Christoph 45 mit Hangar

In direkter Nachbarschaft und mit Anbindung zum Klinikum Friedrichshafen ist der Rettungshubschrauber Christoph 45 der Deutschen Rettungsflugwacht stationiert.